# Cerro Pan de Azúcar
Le cerro Pan de Azúcar est une haute colline située dans la sierra de las Animas, au sud de la Cuchilla Grande, en Uruguay. Avec ses 423 mètres d'altitude, cette haute colline granitique est le troisième sommet le plus élevé de l'Uruguay après le cerro Catedral et le cerro de las Ánimas.

## Toponyme
Son nom remonte à l'année 1717 comme référence géographique pour y établir une reconnaissance territoriale de la côte uruguayenne et de son arrière-pays pour le compte du capitaine Juan Hidalgo au service de la Couronne d'Espagne.
Le nom de la colline peut se traduire en français par la « colline du Pain de Sucre », nom évoquant la célèbre colline granitique de Rio de Janeiro. Ce cerro, qui figure parmi d'autres jalonnant au loin la côte atlantique, a servi de point de repère pour la navigation maritime en direction de la baie de Montevideo. C'est d'ailleurs la signification du toponyme de la capitale de l'Uruguay qui était repérée au terme du sixième mont qui longeait le littoral uruguayen et qui était orthographiée sur les cartes géographiques de la manière suivante : « Monte VI E-O »,.
L'explication de ce toponyme aurait une étymologie populaire, le nom dérivant probablement du tupi-guarani Pau-nh-acuqua et qui a fait assonance avec la langue espagnole pan de azúcar (« grande colline » en français).

## Géographie

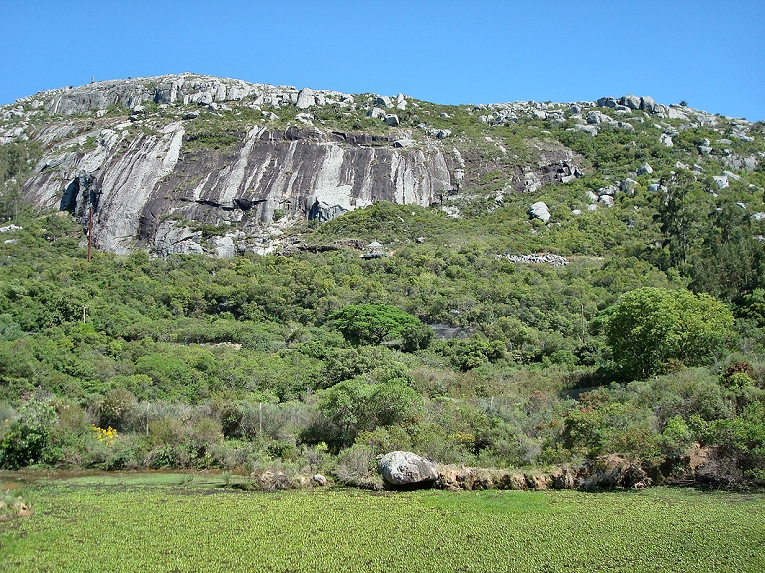
Le cerro Pan de Azúcar vu depuis la réserve naturelle.

Le cerro Pan de Azúcar est une colline granitique située à 4 kilomètres au nord de la station balnéaire de Piriápolis, dans le Sud de l'Uruguay, et appartenant à la sierra de las Animas, une ramification géomorphologique la Cuchilla Grande.
Cette haute colline se distingue notamment par la croix qui la surplombe et qui se remarque de très loin.
C'est par son altitude le troisième sommet le plus élevé de l'Uruguay après le cerro Catedral (514 mètres) et le cerro de las Ánimas (501 mètres).
Sur le côté oriental de la colline, à l'emplacement des anciennes carrières de granite, une vaste zone naturelle consacrée à la préservation de la flore et de la faune a été aménagée ainsi qu'un parc zoologique où les animaux vivent en semi-liberté.

## Histoire
En 1890, Francisco Piria, le créateur de la station balnéaire de Piriápolis, a exploité à la fin du XIXe siècle un des versants de la colline comme carrière de granite pour les constructions de la cité balnéaire toute proche. Plus de 500 ouvriers y travaillèrent.

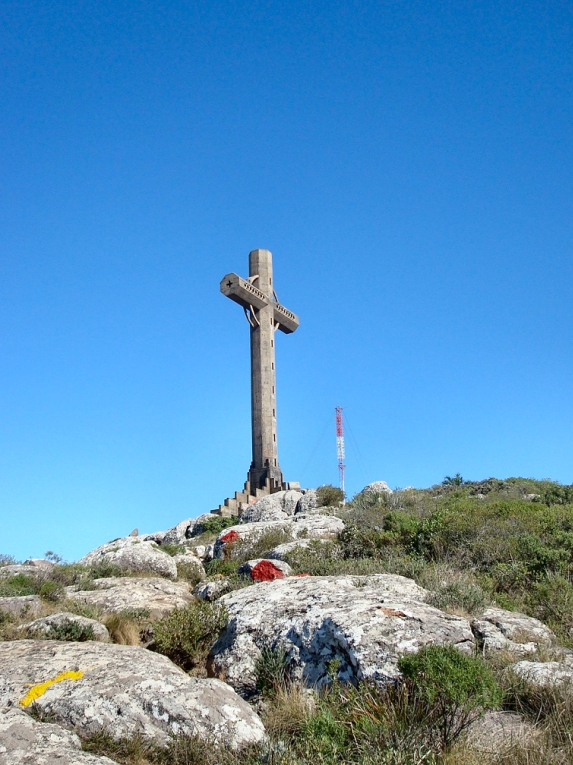
La croix située à la cime du cerro Pan de Azúcar.

Une croix en béton de 35 mètres de hauteur inaugurée en 1933 couronne la colline.

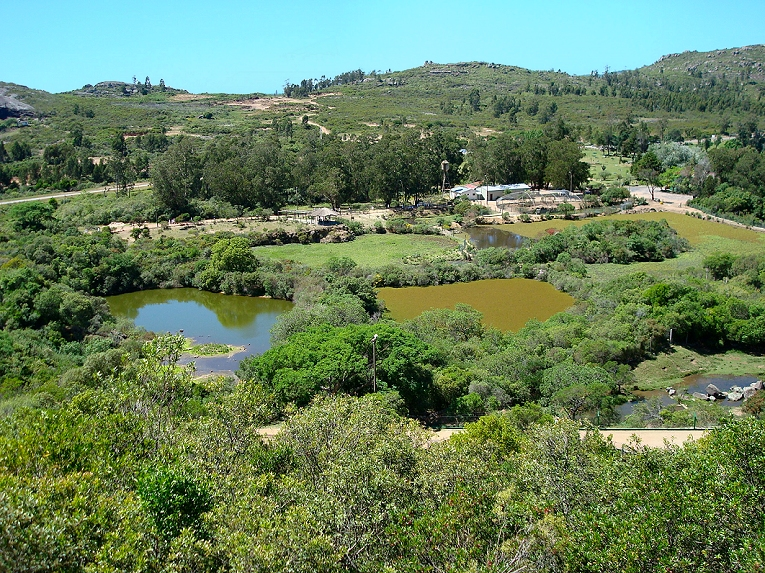
La réserve naturelle vue depuis le cerro Pan de Azúcar comprend également le parc zoologique.

À partir de 1980 a commencé le développement du site par l'intendance de Maldonado qui y a réalisé un parc zoologique qui fonctionne aujourd'hui comme station de d'élevage, où vivent de nombreuses espèces en semi-liberté. Cette réserve naturelle est située sur le piémont oriental de la colline. L'inauguration eut lieu en avril 1982.